# Pterostylis ophioglossa
Pterostylis ophioglossa är en orkidéart som beskrevs av Robert Brown. Pterostylis ophioglossa ingår i släktet Pterostylis och familjen orkidéer. Inga underarter finns listade i Catalogue of Life.